# Пудра

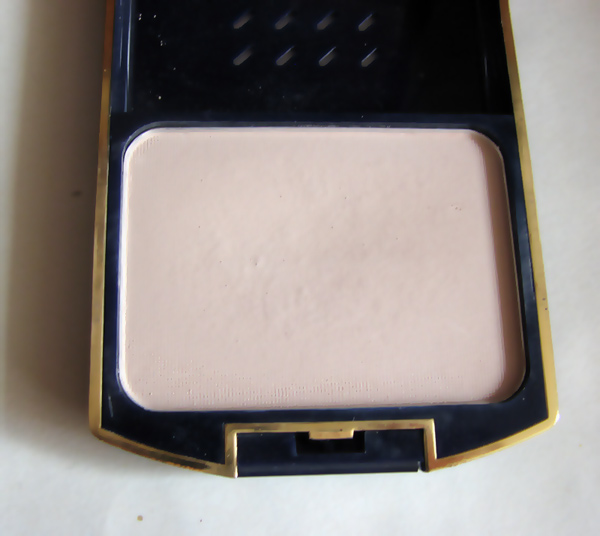
Пудра

Пудра (від фр. poudre, «пил») — один із найпоширеніших засобів декоративної косметики.

## Опис
Виробляють у порошкуватій, рідкій і спресованій компактній формі. Це зароматизована тонкодисперсна однорідна суміш мінеральних й органічних сполук, призначена поліпшувати колір обличчя, маскувати недоліки (блідість, блиск, почервоніння), захист шкіри від шкідливих впливів середовища та вбирання вивільнень шкіри.
Широко поширені пудри білого, рожевого, жовтуватого (рашель), жовтувато-рожевого кольорів, а також кольору засмаги та персика. 

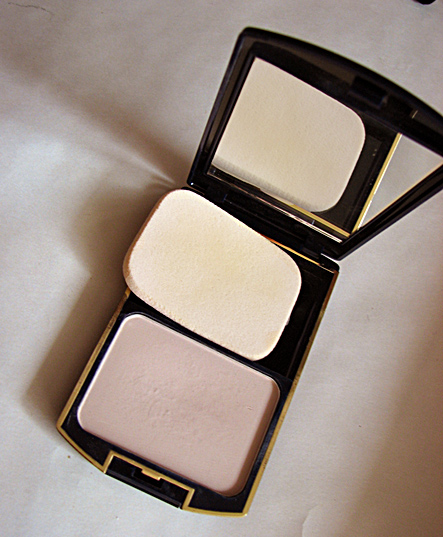
Пудра

## Склад
- Оксид заліза — цей мінерал сам по собі є пігментом, створюючи широкий спектр відтінків пудри, які добре пасують для кольору шкіри.
- Оксид цинку — антисептик, також захищає від шкідливого ультрафіолету.
- Нітрид бору — додає матовий блиск шкірі, пом'якшує її.
- Діоксид титану — додає пудрі ефект тонального крему, розгладжує шкіру, зволожує і приховує нерівності.
- Силікати алюмінію — пом'якшують і розгладжують шкіру, роблять її шовковистою і надають блиск
- Алмазна пудра — робить шкіру сяючою, омолоджує її.
- Тальк, каолін тощо.

Усі складники мінеральної пудри, ретельно очищають. Деякі виробники косметики додають до пудри додаткові складники: цитрин, аметист, аквамарин, турмалін. Вони надають шкірі матовий відтінок, розгладжують нерівності, покращують циркуляцію крови у верхніх шарах шкіри.
Щоб надати пудрі певного кольору застосовують барвники неорганічні (сієна, залізоокисні пігменти жовтий і червоний тощо), органічні (еозин, лак червоний ЖБ, фарби косметичні), мінерального та синтетичного походження.
Щоб пудра мала приємний запах, до неї додають отдушку.

## Виготовлення
Процес приготування всіх видів пудр (за винятком кремової та рідкої) - це зазвичай змішування всіх її складників із дальшим просіванням на ситах (мають 3600 отворів на 1 см2) або змішування та подрібнення на відповідних млинах.